# Сассуоло
Сассуо́ло (итал. Sassuolo, эмил.-ром. Sasól) — город в Италии, в регионе Эмилия-Романья, подчиняется административному центру Модена. Основной центр производства итальянской керамической плитки (свыше 300 производственных площадок). 
Сассуоло, известный по документам с 980 года, принадлежал начиная с 1373 года герцогскому дому д'Эсте. Исключение составлял период с 1499 по 1599 год, когда местные правители происходили из рода Пио ди Савойя.
Главная достопримечательность — дворец герцогов д’Эсте, выстроенный в 1623 году по проекту Бартоломео Аванцини. Примечателен фресками середины XVII века, в частности работы француза Жана Буланже.
Покровителем коммуны почитается Георгий Победоносец; праздник ежегодно отмечается 23 апреля.